# Говорушин, Константин Васильевич
Константин Васильевич Говорушин (11 ноября 1916, Петроград, Петроградская губерния, Российская империя — сентябрь 1989, Ленинград, Ленинградская область, РСФСР, СССР) — советский слесарь-сборщик и кузнец. Герой Социалистического Труда (1963).

## Биография
Родился 11 ноября 1916 года в Петрограде. В 1931 году окончил семь классов школы, позднее — школу фабрично-заводского ученичества.
Поступил на работу на Кировский завод, с которым связал всю свою дальнейшую жизнь. С 1935 года работал бригадиром смены в турбинном цеху, затем — в опытной лаборатории конструкторского бюро и на стройке Сегежского бумажного комбината. Вернувшись в свой цех, занял должность бригадира по сборке насосов.
В годы Великой Отечественной войны Говорушин находился в блокадном Ленинграде, работал на ремонте танков на Ленинградском металлическом заводе, затем в инструментальном цеху Кировского завода, готовил металлические модели для отливки снарядов и мин для нужд фронта.
В послевоенное время Говорушин работал слесарем-сборщиком, бригадиром слесарей-сборщиков на Кировском заводе. Добился высоких производственных показателей.
Указом Президиума Верховного Совета СССР (с грифом «не подлежит опубликованию») от 28 апреля 1968 года «за большие заслуги в деле создания и производства новых типов ракетного вооружения, а также атомных подводных лодок и надводных кораблей, оснащенных этим оружием, и перевооружения кораблей Военно-Морского Флота» удостоен звания Героя Социалистического Труда с вручением ордена Ленина и золотой медали Серп и Молот.

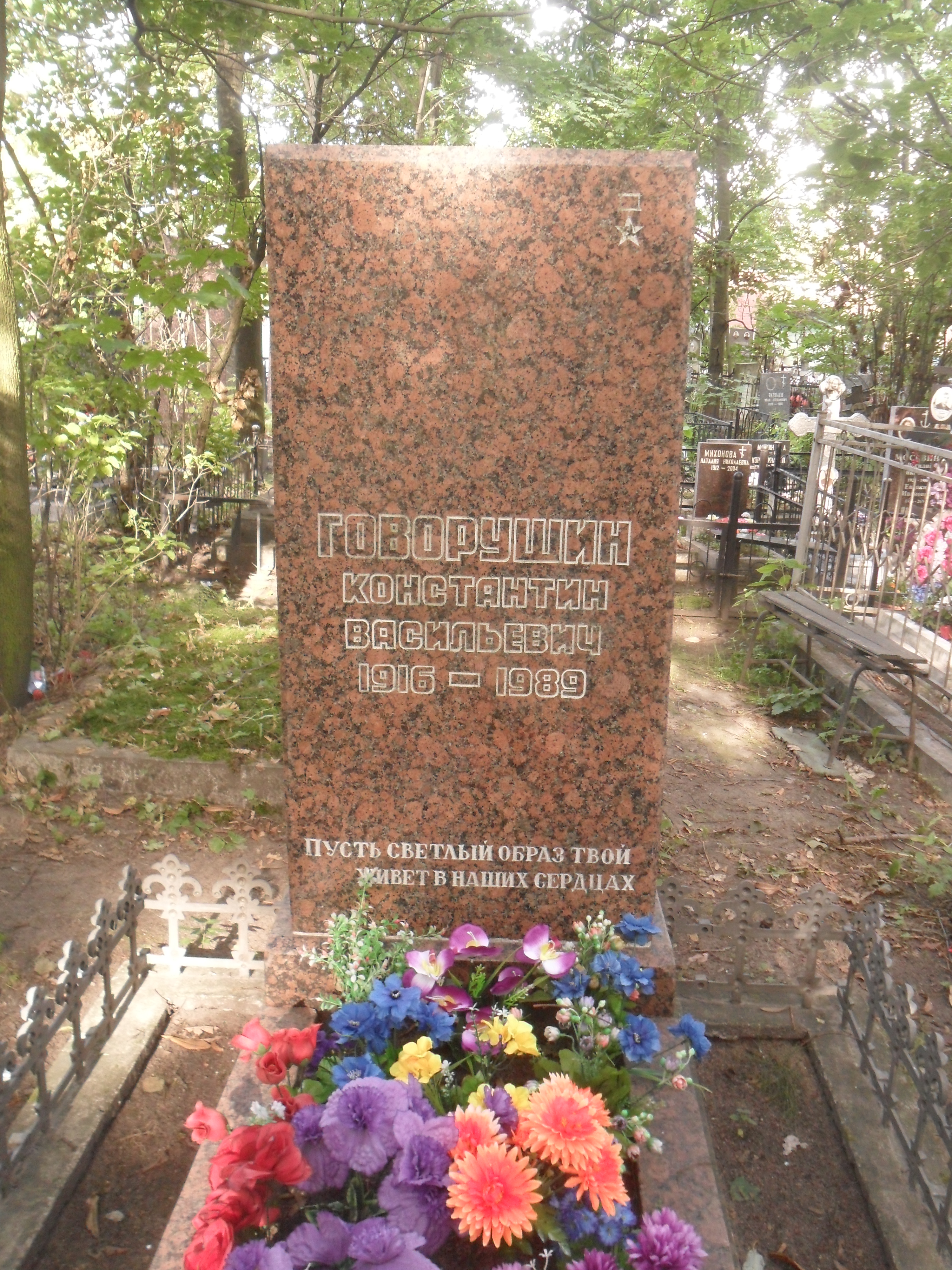
Могила Говорушина на Красненьком кладбище Санкт-Петербурга, 2014 год

Избирался депутатом Верховного Совета РСФСР и членом Всемирного совета мира. Незадолго до смерти вышел на пенсию.
Умер в сентябре 1989 года в Ленинграде. Похоронен на Красненьком кладбище Санкт-Петербурга.